# Pandanus halleorum
Pandanus halleorum är en enhjärtbladig växtart som beskrevs av Benjamin Clemens Masterman Stone. Pandanus halleorum ingår i släktet Pandanus och familjen Pandanaceae. IUCN kategoriserar arten globalt som sårbar.
Artens utbredningsområde är Vanuatu. Inga underarter finns listade.